# Limpieza de sangre
Vous lisez un « bon article » labellisé en 2009.

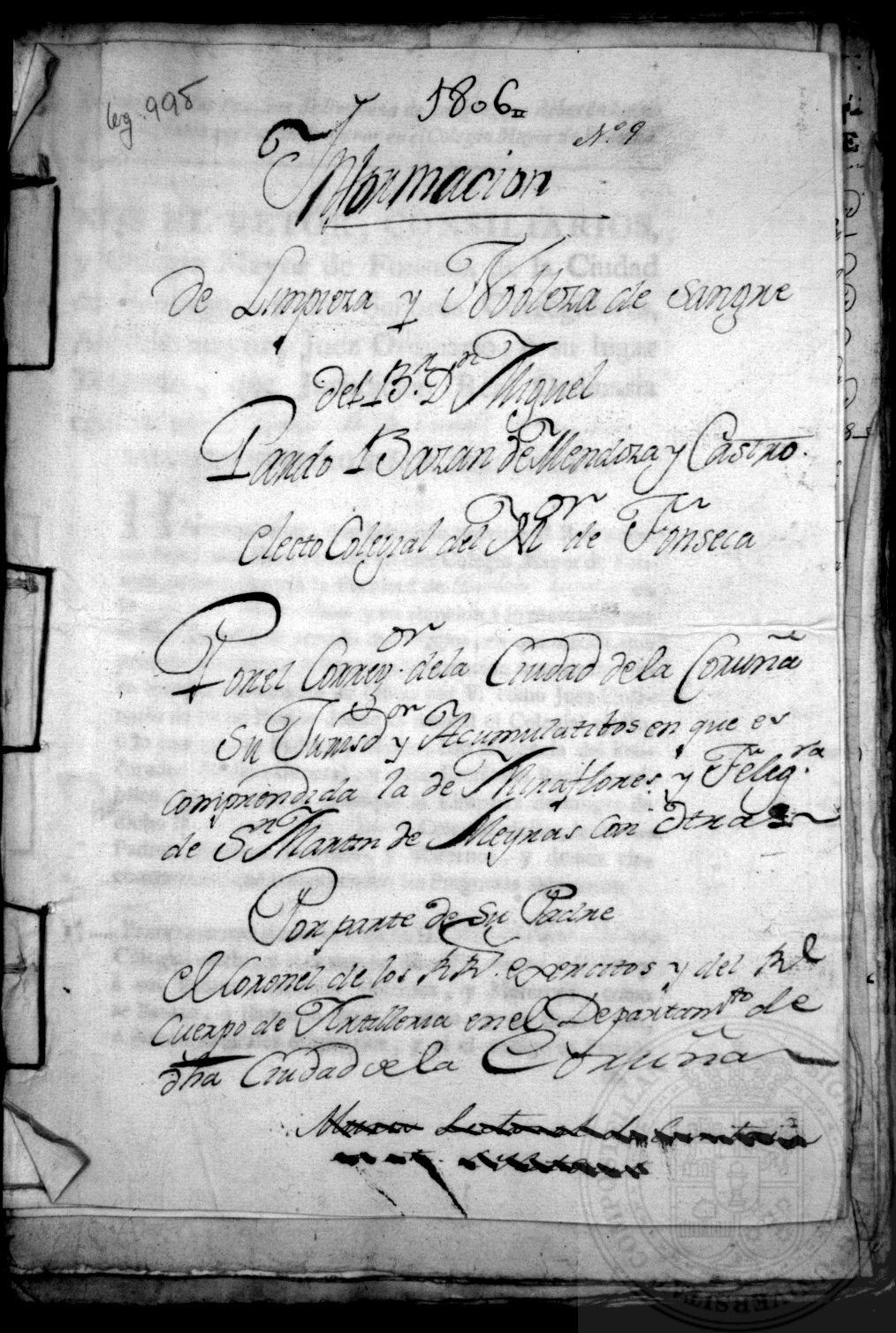
Certificat de « pureté de sang » de Miguel Pardo Bazán de Mendoza y Castro, originaire de Sainte Mariña Doza, 1806.

La limpieza de sangre, expression espagnole (limpeza de sangue en portugais) qui signifie « pureté de sang », est un concept en usage en Espagne et au Portugal à partir de la fin du XVe siècle, après la fin de la Reconquista en 1492 jusqu'au XIXe siècle. Il renvoie à la qualité de « vieux chrétien », de chrétien sans aucune ascendance juive ou maure, par opposition aux « nouveaux chrétiens », juifs ou musulmans convertis, dont on doute de la sincérité de la conversion, d'autant plus que, le plus souvent, celle-ci a été obtenue par la contrainte.
L'obsession de la « pureté de sang » entraîne aux XVIe et XVIIe siècles l'obligation pour tout candidat à une fonction dans les principales institutions civiles et ecclésiastiques du royaume d'Espagne de produire un « statut de pureté de sang » fondé sur une longue et coûteuse enquête et l'interdiction pour tous ceux qui ne peuvent le faire d'accéder à ces fonctions.
Ces statuts n'émanent pas de l'État espagnol : ce sont des documents d'ordres corporatifs, spécifiques à chacune des institutions concernées : la monarchie espagnole n'a jamais cherché à en généraliser la pratique, mais ne s'y est pas non plus opposée.

## Développement des statuts de pureté de sang

### De la conversion forcée à la conversion niée (XVesiècle)

#### Contexte

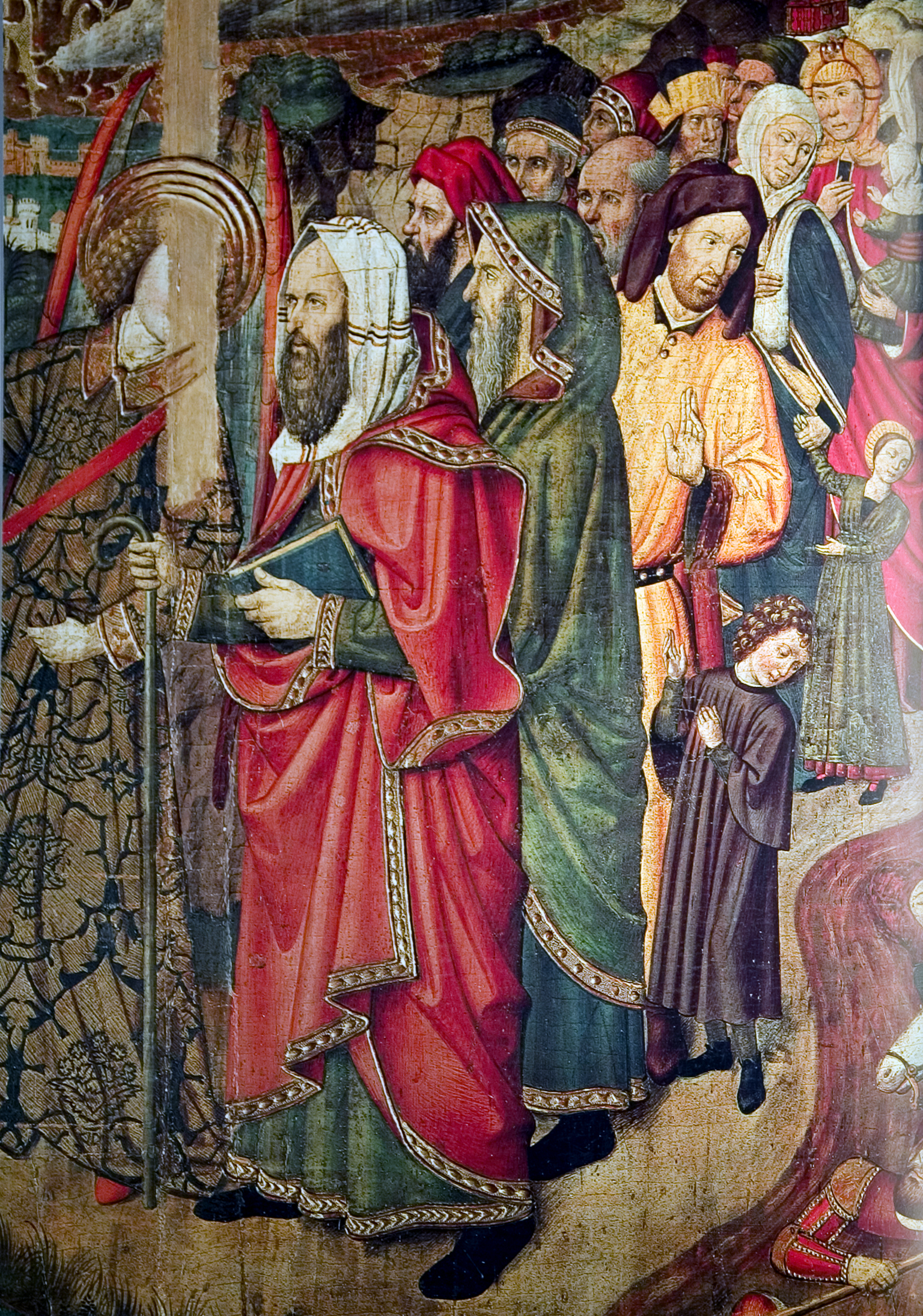
Juifs catalans du début du XVe, œuvre de Jaime Huguet (1412-1492) intitulée « passage de la mer Rouge » (retable des spartiers, cathédrale de Barcelone, XVe).

Pendant toute la période de la Reconquista, l'Espagne est une marche de la chrétienté latine, à la frontière et au contact des royaumes sous souveraineté musulmane du sud de la péninsule. Ce caractère de front de guerre avancé, doublé de la cohabitation délicate, dans les régions reprises, entre vainqueurs et populations vaincues, constitua à la fois la richesse de « l'Espagne des trois religions » et modela fortement, par les tensions que cela provoquait, la vision que l'Espagne avait d'elle-même et de son avenir. Si les trois « religions du Livre » arrivèrent longtemps à cohabiter, le XVe siècle marque un changement d'orientation politique vers une uniformisation religieuse de la péninsule qui se poursuit durant les XVIe et XVIIe siècles.
Jusqu'à cette époque, les communautés chrétiennes, musulmanes et juives vivaient de façon séparées, chacun de ces groupes craignant le mélange et la « contamination » des autres. Les mariages entre communautés étaient interdits, les conversions nombreuses étaient sources de tensions. Elles n'étaient autorisées que vers la religion du souverain (essentiellement musulman jusqu'au XIe siècle, essentiellement chrétien à partir du XIIIe siècle). Des soulèvements mudejars en Andalousie avec l'appui du Royaume de Grenade avaient été matés (1266) alimentant la méfiance des princes chrétiens qui soumirent la région à une intense propagande religieuse

#### Antijudaïsme et émergence des «nouveaux chrétiens» (finXIVe-débutXVesiècle)
Si la communauté juive présente en Espagne depuis l'Antiquité avait pu au cours de son histoire être « périodiquement malmenée », en particulier à l'époque wisigothique, elle était demeurée le plus souvent « tolérée voire protégée par les monarques chrétiens » dans la mesure où elle constituait pour eux une source de revenus et de compétences intéressante. Ainsi, les persécutions sanglantes de 1391 se développèrent sans le soutien des souverains : des mouvements populaires, influencés notamment par les prédicateurs issus des ordres franciscains, jugèrent à cette époque les Juifs responsables des malheurs qui accablaient alors l'Espagne (conflits dynastiques au Portugal, en Castille et en Aragon, destructions liées à l'extension de la guerre de Cent Ans en Espagne et à la guerre sociale entre seigneurs et paysans de Catalogne), en un processus classique de recherche de bouc émissaire. De fait, l'antisémitisme se développait en Europe, alimenté, concernant l'Espagne, par le quasi-monopole dont les Juifs disposaient sur l'affermage des impôts royaux, et plus généralement par l'ascension sociale rapide, comparée à celle des chrétiens, que leur instruction leur assurait. Pendant l'été 1391, à Séville, Cordoue, Ciudad Real, Tolède, Burgos, Barcelone, Majorque, Madrid, Lérida, Valence pour les grandes villes notamment, de nombreux massacres de Juifs furent perpétrés, provoquant plusieurs milliers de morts dans les juderias pillées et contraignant souvent les survivants à accepter le baptême,,,. Les autorités temporelles et spirituelles espagnoles saisirent cette occasion pour encourager une communauté juive terrorisée à se convertir, mais sans l'imposer par la loi.
Un nouveau groupe se créa alors, dont les effectifs ne cessèrent de croître tout au long du XVe siècle, celui des « nouveaux chrétiens » par opposition aux « vieux chrétiens ». L'insertion de ces néoconvertis se fit d'abord correctement ; mais leur réussite économique, et le fait qu'ils occupaient une part notable des classes dirigeantes (haut clergé, officiers royaux, marchands), excita la jalousie des « vieux chrétiens ».
Les nouveaux convertis, appelés de manière péjorative « marranes » (pour les anciens juifs), ce qui veut dire « porcs », ou « morisques » (pour les anciens musulmans) furent alors regardés avec suspicion par les catholiques de souche. On les accusa de ne vivre qu'une chrétienté de façade, de ne pas chercher l'intérêt de l’Espagne mais leur intérêt propre, de mal conseiller le roi dans ses choix politiques, bref de ne pas s'intégrer dans la nouvelle Espagne. Les mécanismes juridiques propres à les distinguer, pour les rejeter, de la masse des vieux chrétiens mirent près d'un siècle pour émerger.

#### Insurrection de Tolède (1449), premiers décrets de pureté de sang et condamnation de Nicolas V
Dès le XIIIe siècle, certaines confréries militaires (à Alcaraz, Baeza, Ubeda, Jaen) recommandaient à leurs membres de ne pas mélanger leur sang avec ceux des « infidèles » nouvellement convertis. Mais il s'agissait de dispositions ponctuelles qui ne pouvaient se comprendre que dans le contexte de la Reconquista et de la lutte opposant chrétiens et musulmans sur la frontière. C’est pourquoi on date en général les prémices des décrets sur la « pureté de sang » de l'insurrection de Tolède en 1449. À cette époque, la Castille était en guerre contre l'Aragon. Il s'agissait de récolter des subsides pour entretenir les troupes. Lorsque la ville de Tolède prit connaissance de l'emprunt que l'on exigeait d'elle (près d'un million de maravedíes), elle se révolta et prit pour cible Alonso Cota, un Juif converti soupçonné d'être à l'origine de cette ponction. Cette insurrection, menée par l'alcade de la ville, Pedro Sarmiento, conduisit à la retraite de l'armée royale. Maître des lieux, Pedro Sarmiento chassa par décret (Sentencia estatutos) tous les nouveaux convertis des postes importants de la ville de Tolède (conseillers, juges, maires…).
Un débat théologique et politique s'engagea alors sur la légitimité de ce premier décret. Alonso Díaz de Montalvo, puis Alonso de Carthagène (dans son Defensorium Unitatis Christianae -Sur la défense de l'unité chrétienne- de 1450), prirent la défense des nouveaux convertis. Ils assuraient que le décret de Tolède portait atteinte à l'unité de l'Église. Il n'était pas possible, selon eux, d'interdire à un nouveau converti les charges en question car, selon saint Paul (Épître aux Galates, III, 27, 28), « quiconque est baptisé, par son baptême, entre dans le Christ et n'est alors plus ni juif, ni gentil ».
Alonso de Carthagène en appela au pape pour annuler le décret d'exclusion de Tolède. En septembre 1449, Nicolas V répondit à cette demande en recommandant « d'appliquer de sévères mesures contre les tourmenteurs des conversos » et en ordonnant, par la bulle Humani generis inimicus, que « tous les convertis, présents ou futurs, Gentils ou Juifs, qui mènent une vie de bons Chrétiens, soient admis à tous les ministères et dignités, à porter témoignage et exercer toutes les charges au même titre que les vieux chrétiens ».

#### Persistance des violences contre lesconversos

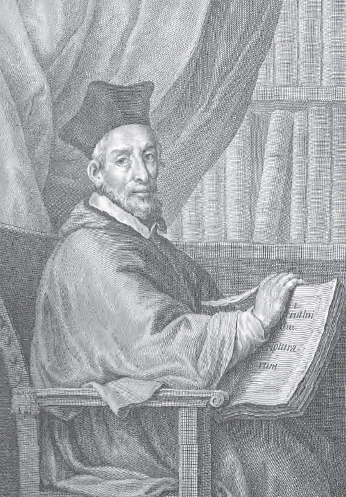
Pablo de Santa Maria (mort en 1435, représenté ici en 1804), ancien rabbin et « nouveau chrétien ».

La bulle pontificale ne clôtura pas pour autant les débats. Dans la deuxième moitié du XVe siècle, les écrits abondèrent, prenant la défense des nouveaux convertis (Alonso de Oropesa) ou réclamant à leur encontre des enquêtes systématiques (inquisitio) et une condamnation au bûcher pour les coupables. Le premier à réclamer une telle rigueur, en 1459, est le franciscain Alonso de Espina, dont certains éléments de la biographie laissent supposer qu'il serait peut être lui-même un converti. De fait, le zèle de certains néophytes (comme trente ans plus tôt (en) Jeronimo de Santa Fé (en) alias Yoshua Ha-Lorqui dans la disputation de Tortosa, ou Pablo de Santa María alias Paul de Burgos alias Salomon Ha-Levi, ancien rabbin devenu évêque de Burgos, qui avait publié en 1432 un Scrutinium Scripturarum dans lequel il fustigeait ceux de ses ex-coreligionnaires à ne pas avoir choisi comme lui la conversion à la Vraie foi) à contrôler l'effectivité de la conversion au catholicisme de certains de leurs anciens coreligionnaires, mais surtout leur dénonciation argumentée du judaïsme, ne furent pas sans stimuler le caractère négatif du regard que les vieux chrétiens pouvaient porter sur les Juifs en général et le soupçon qui pouvait peser de ce fait sur les conversos.
Cela peut expliquer partiellement les multiples tentatives pour passer outre à la volonté pontificale de non-discrimination, à nouveau à Tolède en 1467 ou à Cordoue en 1473, qui provoquèrent la mort de nombreux judéo-convers. En fait, dans la deuxième moitié du XVe siècle, ni le pouvoir pontifical, ni les grands ecclésiastiques espagnols ne furent en position de contrer dans les esprits la profonde aversion pour les conversos ressentie par la masse des « vieux chrétiens », et leur tendance à leur imputer systématiquement la responsabilité de leurs malheurs : les arguments théologiques raffinés d'un Alonso de Carthagène n'avaient pas d'impact sur une population qui n'était pas en mesure de les recevoir, et les statuts de « pureté de sang » continuèrent à se développer.

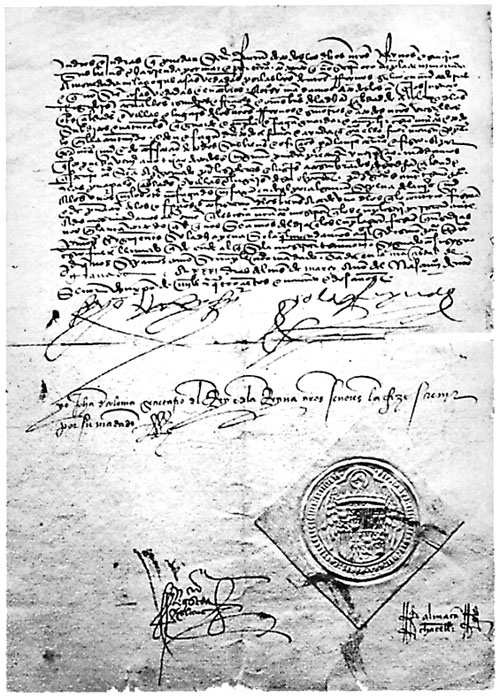
L'une des copies du décret de l'Alhambra.

Le pouvoir temporel lui-même n'était pas en mesure de s'opposer aux persécutions, et « les efforts sporadiques de quelques nobles pour venir en aide aux Judéo-Chrétiens lorsqu'ils subissaient des voies de faits n'avaient tout au plus, qu'une efficacité temporaire », quand ils ne provoquaient pas la mort des dits défenseurs, notamment à Cordoue en 1473, où « les hidalgos qui cherchaient à protéger les conversos, se virent contraints de les abandonner à la violence des masses ».

#### Expulsion des Juifs de 1492
Isabelle Ire de Castille et Ferdinand II d'Aragon, les rois catholiques suivirent la ligne pontificale et préférèrent sacrifier la diversité religieuse de l'Espagne à la défense des « nouveaux chrétiens » : pour évacuer tout soupçon de crypto-judaïsme chez les nouveaux convertis, et donc désarmer l'hostilité des « vieux chrétiens », les monarques espagnols choisirent de les isoler de leur communauté d'origine. Le 31 mars 1492, à l'issue des fêtes qui marquèrent la prise de Grenade, ils les mirent dans la position de choisir définitivement, dans les quatre mois, entre la conversion ou l'exil (décret de l'Alhambra). Cette dernière solution fut adoptée par les trois-quarts des 200 000 Juifs que comptait alors l'Espagne (les Juifs représentaient trois à quatre pour cent de la population du pays). Les 50 000 restant se convertirent, toute pratique des rites juifs en Espagne relevant dès lors de l'hérésie et sévèrement châtiée par l'Inquisition.

Les historiens insistent sur le fait que la principale motivation des souverains était loin de s'appuyer simplement sur un sentiment antijudaïque, mais bien avant tout, comme le montre le texte du décret de l'Alhambra sur la volonté « de supprimer une réelle source de contamination pour de nombreux judéochrétiens tentés de reprendre leur première religion et leur ancien mode de vie », souvent d'ailleurs avec l'appui de conversos soucieux de ne plus être confondus avec les membres de leur ancienne communauté.

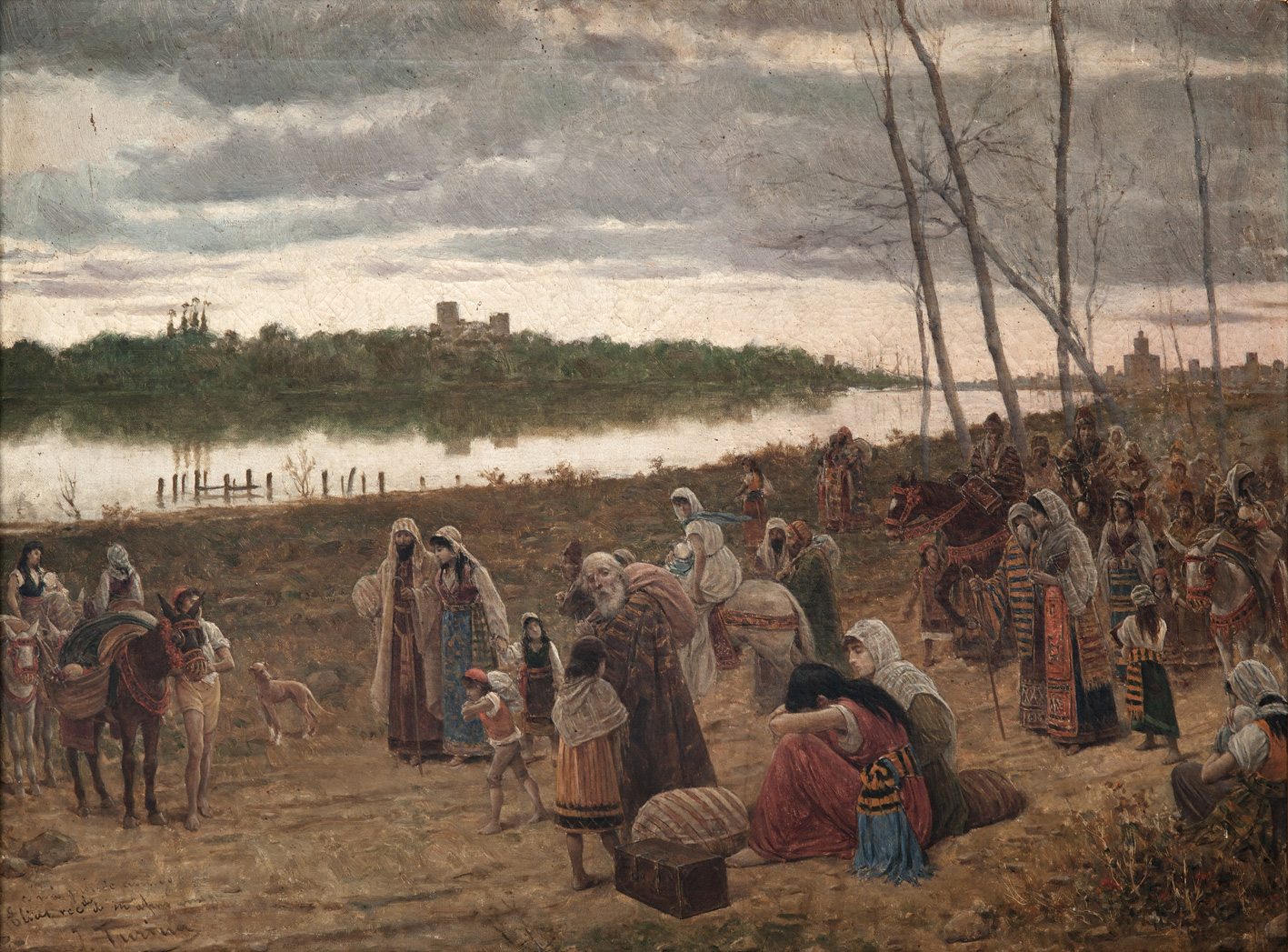
Expulsion des Juifs de Séville, Es Joaquín Turina y Areal, v. 1850.

Ces judéo-convers convaincus ne parvinrent pas pourtant à obtenir la reconnaissance par les vieux chrétiens de leur appartenance pleine et entière au peuple catholique. Sans doute le fait qu'ils appartiennent généralement à des milieux sociaux plus élevés et plus lettrés que la masse des « vieux chrétiens » (« ils enrichirent considérablement un catholicisme espagnol bien provincial au début du XVe siècle ») ne joua pas en leur faveur, dans la mesure où ces réussites créèrent un certain nombre de jalousies, à une époque où licence et doctorat devenaient indispensables pour accéder aux chapitres cathédraux, aux prélatures des ordres réguliers et aux conseils royaux. De plus, en multipliant d'un coup le nombre de conversos en Espagne, l'expulsion de 1492 ne fit que leur donner une visibilité accrue et renforça du même coup l'hostilité des « vieux chrétiens » à leur égard.

### Persécution desconversoset développement des statuts de pureté de sang (finXVe-débutXVIesiècle)

#### Rôle déterminant de l'Inquisition

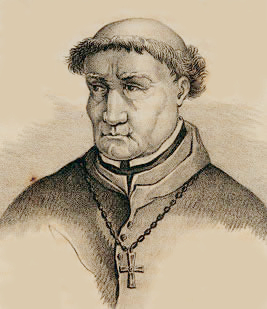
Tomás de Torquemada, premier Grand Inquisiteur d'Espagne.

Cette multiplication du nombre de conversos constitua également une opportunité exceptionnelle pour le développement de l'activité d'une institution créée depuis peu en Espagne, en 1478 : l'Inquisition. En effet, si le Saint-Office, sauf exception, ne pouvait poursuivre les non chrétiens (seul un baptisé pouvait relever de l'hérésie), les Juifs (et, plus tard, les Maures) relaps relevaient pleinement de sa juridiction. De fait, les inquisiteurs se consacrèrent jusqu'en 1520 presque exclusivement à cette tâche (95 % des accusés à comparaître devant l'Inquisition durant les quarante premières années de l'institution sont des conversos) et y firent preuve d'une redoutable efficacité qui ne fut pas sans jeter encore davantage la suspicion, dans l'esprit des « vieux chrétiens », sur les néoconvertis : « le caractère massif et spectaculaire de ces campagnes contribua à forger le stéréotype de la duplicité du convers, juif déguisé en chrétien ».
La plupart des judéo-convers se prêtèrent pourtant volontiers à l'examen de leur orthodoxie religieuse. Mieux, nombreux furent ceux parmi eux à encourager l'action de l'Inquisition, dans la mesure où ils espéraient disposer ainsi du meilleur des blanc-seings, celui qui, en distinguant les quelques brebis galeuses du troupeau des nouveaux chrétiens convaincus, permettrait leur pleine intégration dans la communauté catholique espagnole. C'était négliger l'effet désastreux que la révélation de plusieurs cas de conversion factice pouvait avoir pour l'image de l'ensemble des conversos. De fait, les rites crypto-juifs pratiqués en secret par des judéo-convers dans les monastères hiéronymites de La Sisla et surtout de Guadalupe (près de Caceres) démontrés par les inquisiteurs en 1485 ne furent que le premier exemple d'une longue série d'actes « hérétiques » dont des conversos s'étaient rendus coupables du point de vue du Saint Office. « Ainsi, compte tenu qu'à cette époque l'immense majorité des hérétiques poursuivis étaient des nouveaux chrétiens judaïsants, l'opinion put-elle établir un lien fatal entre l'hérésie et l'ascendance judéo-converse ».
D'autant que la condamnation s'étendait non seulement aux individus convaincus d'hérésie, mais également, selon les dispositions inquisitoriales d'inhabilitation des condamnés (établies dès 1484 par les ordonnances de Torquemada, reconnues et renforcées par les Rois Catholiques en 1501), à leurs enfants et petits-enfants en lignée masculine, à leurs enfants en lignée féminine : concrètement, cela signifiait que ces derniers ne pouvaient prétendre exercer des charges publiques. En s'appuyant sur cet élargissement de la responsabilité de l'hérétique à ses descendants immédiats, il était dès lors aisé, dans les esprits, de glisser d'un soupçon provisoire à une condamnation définitive de la descendance d'un judéo-convers condamné pour hérésie, et par extension de tous les nouveaux chrétiens.

#### Reconnaissance par l'Église de la légitimité des statuts de pureté de sang

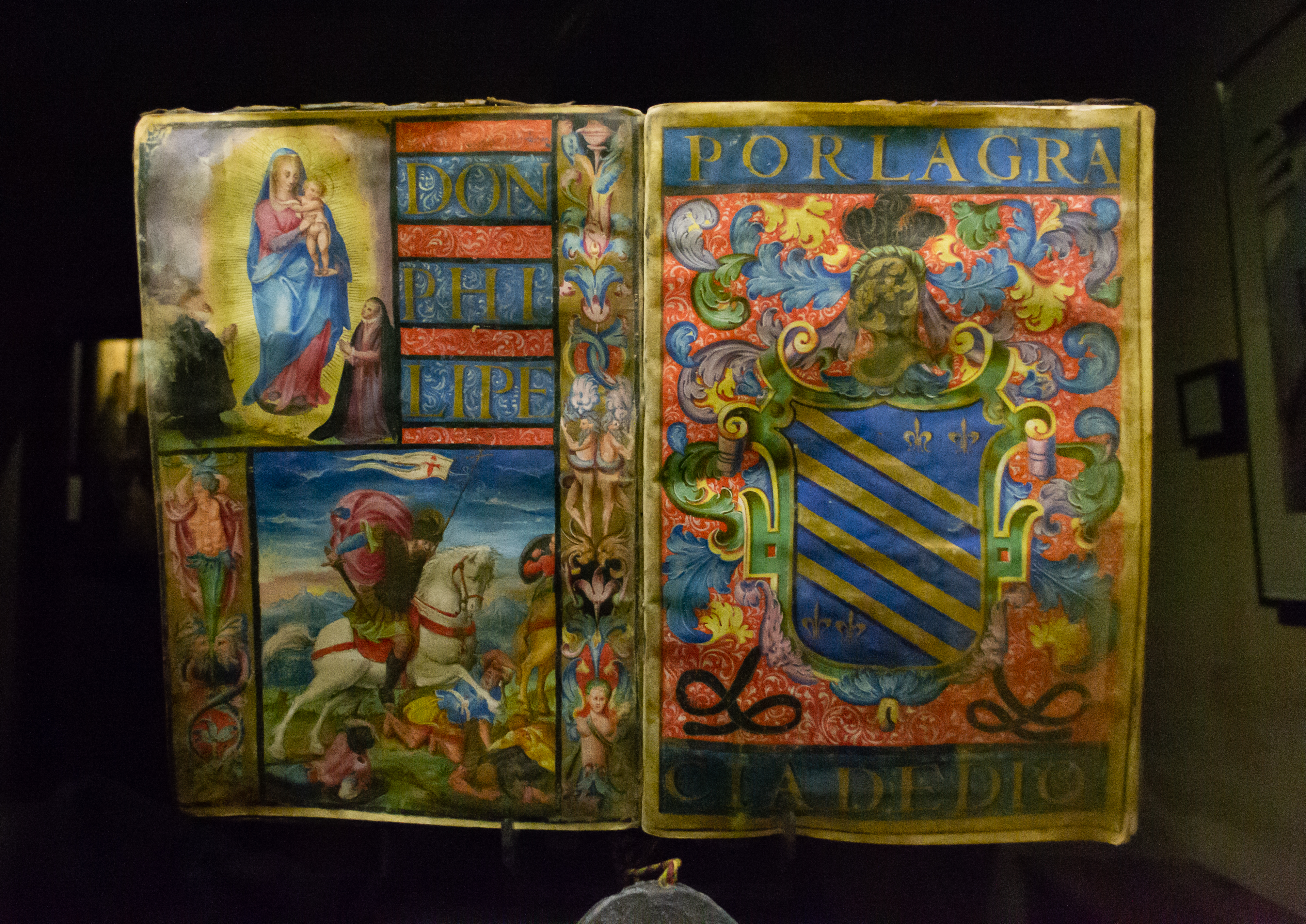
Exécution ou processus d'« épuration du sang ». Grenade et les convertis du Palais des oubliés.

En 1486, lors de la réunion des Hiéronymites en vue d'élire un nouveau Général à l'ordre de Saint-Jérôme, le sujet fut passionnément débattu, opposant les partisans de la pleine intégration des convertis (avec notamment le Général sortant, Rodrigo de Orenes), à ceux, menés par Gonzalo de Toro, qui souhaitaient établir des restrictions à leur accès à certaines charges ecclésiastiques. Une nouvelle fois, on fit appel au pape, en la personne d'Alexandre VI, qui promulgua en réponse le 22 décembre 1495 une bulle qui validait, contrairement à celle de Nicolas V, l'interdiction pour les judéo-convers d'accéder à l'ordre de Saint-Jérôme.
Les décrets se multiplièrent : interdiction d'accéder aux principaux Colegios Mayores (San Bartolomé à Salamanque dès 1482, Santa Cruz à Valladolid en 1488, San Ildenfonso à Alcala en 1519) puis, en 1522, aux universités de Salamanque, Valladolid et Tolède ; exclusion de l'essentiel des ordres religieux (hiéronymites en 1486, dominicains 1489, franciscains 1525, bénédictins 1556) et de nombreux chapitres cathédraux (Badajoz 1511, Séville 1515, Cordoue 1530) ; interdiction d'émigrer aux colonies ibériques et, a fortiori, d'y détenir des charges. Les décrets, visant initialement les nouveaux convertis s'élargirent à leurs fils et petit-fils. Par une bulle signée le 20 janvier 1537, sous la pression du roi Charles Quint et de son épouse, le pape Paul III justifia, après beaucoup de réticence, la nécessité de produire un certificat de « pureté de sang » pour entrer dans une confrérie d'Alcaraz.
Cependant, la nécessité, pour accéder à la plupart des charges auxquelles on pouvait aspirer, de démontrer l'absence d'ancêtre juif ou maure dans son arbre généalogique ne s'imposa définitivement qu'une fois que l'Église de Tolède, qui y avait jusqu'ici résisté, eut succombé en 1547 à la volonté de l'archevêque primat de Tolède , Juan Martínez Silíceo, d'origine plébéienne : désormais, tout prétendant aux prébendes du chapitre cathédral de Tolède devait prouver la pureté de son ascendance. Dès lors, cette condition s'étendit à la plupart des institutions du temps : chapitres cathédraux, ordres religieux militaires, Inquisition, couvents et monastères prestigieux, universités ; puis au XVIIe siècle, aux confréries, aux métiers d'artisans, aux corps de ville. Bien qu'il fût connu qu'Ignace de Loyola s'y était opposé en son temps, les Jésuites eux-mêmes exigèrent des statuts de « pureté de sang » à partir de 1593.

## Concept de pureté de sang dans l'Espagne desXVIeetXVIIesiècles: explication, réalité et oppositions

### Blanc seing indispensable
Dès lors, la limpieza de sangre devint le principal critère discriminant dans la société espagnole pour s'assurer une position de prestige : d'où l'importance pour tout un chacun d'obtenir à tout prix le blanc seing du statut de « pureté de sang », y compris en forçant la porte des corps l'ayant inscrite comme une obligation ; d'où la vigilance avec laquelle les familles « vieilles chrétiennes » veillaient à ne pas déchoir en mêlant leur sang à un individu issu d'une famille aux origines plus troubles ; d'où la prospérité de l'industrie du faux de l'époque, compte tenu de la nécessité pour les familles disposant de conversos dans leur lignage de se fabriquer une ascendance immaculée ; d'où enfin la multiplication des linujados, ces enquêteurs qui examinaient à la loupe les preuves de « pureté de sang » présentées par les riches Espagnols qui souhaitaient accéder à un corps, un statut ou une institution particulière.
En effet, très concrètement, chaque candidat devait présenter un arbre généalogique paternel et maternel complet, ainsi que les documents les plus nombreux possibles attestant que tous leurs ancêtres avaient été baptisés : on connaît ainsi le cas d'une épouse de converso qui, devant le tribunal de Llerena, s'accusa d'adultère avec un « vieux chrétien » pour assurer que son fils pouvait prétendre à la « pureté de sang ». Il fallait si possible fournir des témoins et jurer fidélité à l'Église et à son roi. Si un enquêteur parvenait à démontrer que l'une de ces preuves de « pureté de sang » (pruebas de limpieza) était un faux, il pouvait alors monnayer son silence ou vendre ses informations à un rival de l'intéressé.
L'activité de ces linujados, qui se développa en dehors de tout cadre officiel, était très importante, notamment à Séville, et certains groupes organisés, les linujados del poyo, furent même mis en cause et condamnés lors d'un procès en 1654, tant ils mettaient en péril l'ordre social. De fait, le surgissement de preuves d'impureté d'une famille noble bien placée était une épée de Damoclès qui pesait perpétuellement sur les élites de la société espagnole.

### Pureté de sang, outil de distinction sociale

#### Question identitaire pour les Espagnols
Avec les statuts de pureté de sang, la société espagnole dispose d'un outil qui lui permet de distinguer lesquels de ses membres en seraient vraiment dignes. Dans un espace géographique qui réunit plusieurs royaumes et plusieurs religions, elle constitue un facteur d'unification de la communauté par la définition d'un « autre » que l'on exclut d'une manière ou d'une autre. L'espagnol s'envisage alors avant tout comme chrétien, identité à laquelle il est profondément attaché et dont « il tire ce fantastique sentiment de dignité personnelle qui frappait si fort les étrangers, prompts à le confondre avec de l'orgueil ».
En effet, comme Jésus-Christ a racheté abondamment par son sacrifice les péchés qu'il pourrait commettre, le « vieux chrétien » est persuadé que, s'il lui reste strictement fidèle, il disposera à coup sûr de sa place au paradis. Encore faut-il que cette fidélité soit sans tache, et c'est là que la distinction avec l'infidèle devient déterminante : pour ne pas être condamné à cause de sa tolérance vis-à-vis de celui qui, explicitement par sa foi hétérodoxe ou implicitement par ses pratiques secrètes se détourne du Vrai Dieu, chacun devait donc faire preuve à son égard d'une rigueur inflexible. Mieux, chacun devait manifester l'absence de lien, même ancien, avec l'infidèle : « l'existence, réelle ou supposée, d'un groupe de réprouvés – les judéo-convers par exemple – dont on se sépare symboliquement avec soin en entretenant à leur propos des mythes qui les rejettent dans un monde infra-humain, constitue la preuve même de l'élection divine » et vous protège de tout soupçon d'infidélité au Christ.
Si les monarques espagnols n'ont pas initié le développement des statuts de « pureté de sang » et le mouvement vers la constitution d'une société fondée sur l'exclusion et le rejet, ils ont saisi l'occasion de cette aspiration d'une société à l'unité religieuse pour en faire un instrument d'unification politique de leur agrégat de royaumes : l'identité nationale espagnole se fonde clairement à partir du XVIe siècle sur l'orthodoxie religieuse.

#### Enjeu de pouvoir et substitut de noblesse
En outre, les statuts de « pureté de sang » constituaient un instrument utilisé par ceux qui souhaitaient filtrer à leur avantage les voies d'accès aux charges de prestige, et plus généralement aux honneurs et à la considération sociale. On passe ainsi de l'exclusion religieuse à l'exclusion sociale, dans le cadre d'une lutte menée par la noblesse contre l'ascension sociale de la bourgeoisie qui risquait de menacer les bases de la société d'ordres. Le statut de « pureté de sang » est au XVIe siècle l'occasion de valoriser la figure de l'hidalgo « vieux chrétien », à la fois noble et d'une foi catholique sans tache, par contraste avec celle du bourgeois nouveau chrétien, aux origines douteuses, issu de cette nouvelle élite du commerce ou de la haute finance que les clientèles aristocratiques souhaitaient écarter du pouvoir local et national. « Il se produit ainsi un double amalgame : de la pureté de sang à la noblesse, des professions mécaniques (industrie, commerce) à une ascendance douteuse ».
L'outil était pourtant à double tranchant, et en s'appuyant sur une « pureté de sang » dont elle était loin d'être certaine la concernant, l'aristocratie espagnole mettait en péril l'équilibre des rapports sociaux fondé jusque-là sur une stricte hiérarchie distinguant le noble du roturier. En jetant le trouble sur la pureté des lignages, en plaçant au premier plan l'opinion publique, la réputation (fama), l'obsession de la limpieza de sangre « détourna les solidarités traditionnelles à dominante hiérarchiques – clans, clientèles, lignages – au profit d'un système de discrimination religieuse et raciale ».
La « pureté de sang » peut s'assimiler à un substitut de noblesse : ceux qui peuvent s'en réclamer deviennent en quelque sorte « des gentilshommes chrétiens face aux roturiers de la foi que sont les nouveaux chrétiens ». Les représentants des catégories les plus obscures de la société espagnole disposent ainsi d'une qualité inespérée qui n'a rien à voir avec l'extraction sociale. Au contraire, selon l'opinion commune de l'époque, elle était moins l'apanage de la noblesse, volontiers soupçonnée d'avoir, par intérêt financier, mêlé son sang à de grands argentiers médiévaux convertis par calcul au christianisme, que celle « du bon laboureur sédentaire, roturier et vilain par statut, mais justement dépositaire d'un honneur très sacré, celui d'être catholique et espagnol ». On retrouve cette idée dans le Don Quichotte de Cervantès lors de cet échange entre don Quichotte et Sancho Panza à propos de la qualité du sang de ce dernier : « Je suis des vieux-chrétiens, et pour devenir comte c'est assez. – C'est même trop dit don Quichotte ».
Ce caractère potentiellement déstabilisant de la limpieza de sangre, susceptible de remettre en cause les positions acquises des élites de la société, explique les importantes oppositions qui s'élevèrent devant une généralisation qui répondait néanmoins à l'inclination générale de la société.

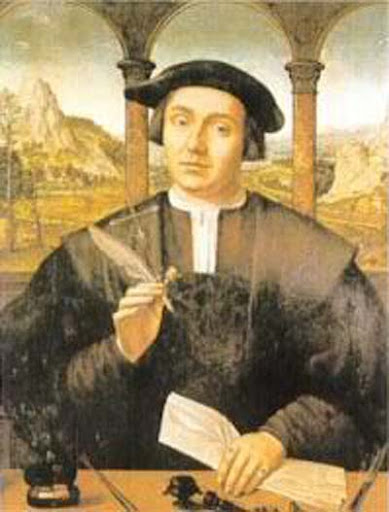
Luis de Santángel, v. 1498.

#### Exceptions
Louis de Santangel était un catholique issu d'une famille de conversos d'origine juive aragonaise du royaume de Valence et son grand-père, commerçant enrichi, s'appelait Avaria Ginillo. Sa fonction principale à la cour du roi Ferdinand le Catholique consistait à prêter de l' argent au monarque. Ainsi, il finança activement les expéditions de Christophe Colomb.
Cependant, sa position et le fait d'être juif étaient des motifs sérieux de griefs. Le roi l'a mis sous sa protection contre l'Inquisition et le 30 mai 1497, Santángel a obtenu d'Isabel et Ferdinand le privilège exceptionnel et opportun de limpieza de sangre. Ainsi, en dépit de ses origines, ni lui, ni ses descendants n'ont pu être poursuivis par les tribunaux du Saint-Office.

### Résistances et opposition

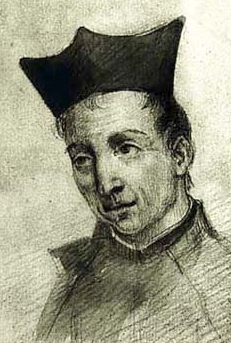
Baltasar Gracián a critiqué les dérives des statuts de pureté de sang.

Même après leur quasi-généralisation à partir de la deuxième moitié du XVIe siècle, les statuts de pureté de sang continuèrent à susciter de fortes réserves, en particulier dans la Compagnie de Jésus. Les dérives qu'engendraient ces statuts contraignirent Philippe II à convoquer en 1596 une Junte présidée par l'Inquisiteur général Portocarrero et chargée de définir un cadre à ces statuts. On envisagea ainsi que les enquêtes ne puissent remonter au-delà de cent ans dans le lignage, mais la mort du souverain espagnol entraîna, dès 1599, l'abandon du projet.
Olivares, soucieux d'attirer les capitaux marranes portugais, tenta lui aussi de limiter la portée des statuts en rédigeant, le 10 février 1623, un décret « qui invalidait toute dénonciation anonyme, pénalisait lourdement la circulation des fameux livres Libros verdes (es) ou de Becerro contenant des listes infamantes de famille « impures » où figurent parfois des « erreurs » volontaires pour nuire à une famille de « vieux chrétiens » et instituait le principe des « Trois actes positifs » qui sanctionnait définitivement comme pure toute généalogie ayant par trois été prouvée ». Mais les réticences de la société espagnole, le soulèvement du Portugal en 1640 et la disgrâce d'Olivares en 1643 firent que ce décret ne fut pas réellement appliqué.

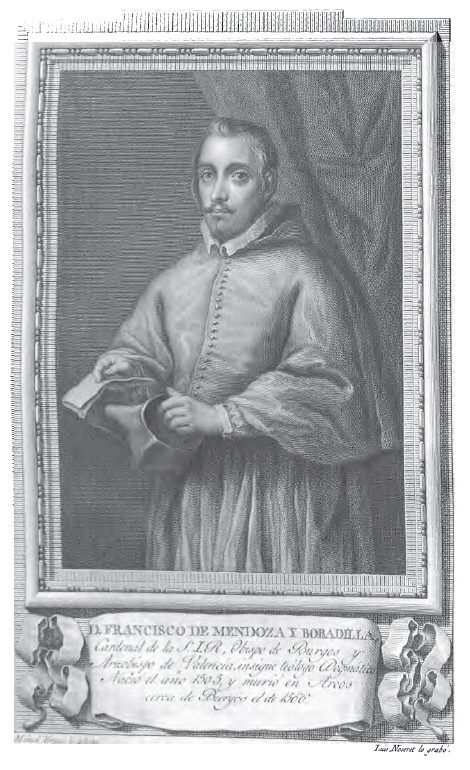
Le cardinal Francisco Mendoza de Bobadilla (1508-1566) qui publia Memorial (Burgos), un notable libro verde, en 1560.

Comme on peut le voir avec ces deux tentatives de législation sur les statuts de pureté de sang, l'État espagnol fut loin de favoriser systématiquement leur développement. A fortiori, il ne donna jamais aux statuts de pureté de sang la dimension d'une loi générale s'imposant à tous. Jamais la limpieza de sangre ne fit partie des lois du royaume. Elle resta toujours du domaine du privé, et toutes les institutions espagnoles ne l'adoptèrent pas, suivant en cela le conseil de Baltasar Gracián, sj, qui dénonçait, dans son Oraculo Manual ceux qui rédigeaient et lisaient les listes de ces fameux livres Verdes :
« C'est annoncer que l'on n'est pas très propre que de patauger dans la fange d'autrui. Certains voudraient, avec les taches des autres, tâcher de cacher, sinon de laver, les leurs ; ou du moins ils s'en consolent, consolation de fous. Ils ont toujours la bouche qui pue, indice que c'est l'égout par où débouchent les immondices de la rue. Dans ces cloaques, qui plus fouille plus se souille. Il y a peu de gens qui échappent à quelque vice d'origine, soit de droite, soit de gauche ; on ne connaît pas bien les fautes de ceux qui nous sont mal connus. Que l'homme attentif se garde bien de dresser un registre d'infamies, car c'est se dresser en détestable censeur qui, pour être sans vice, n'en est pas moins sans cœur. »

## Abrogation
La « pureté de sang » perd son importance au XIXe siècle. Les références à la « pureté de sang » commencent à être retirées des textes de loi en 1773 au Portugal puis en 1865 en Espagne.
En Espagne, le 16 mai 1865, un décret royal abolit les « preuves de pureté de sang et de légitimité » jusqu'alors nécessaires pour rentrer dans les collèges militaires. Le 26 octobre 1866, les preuves de pureté de sang sont rendues illégales pour déterminer l'admission dans les établissements scolaires. Le 20 mars 1870, un décret supprime toute référence à la « pureté de sang » pour déterminer l'admission aux postes de l'administration publique et de professeur.[réf. souhaitée]